# 普渡大學西北分校
普渡大學西北分校（英語：Purdue University Northwest，簡稱PNW）是一間位於印第安納州西北部的普渡大學系統分校，共有位於哈蒙德與韋斯特維爾兩處校區，提供超過70種學士與研究所的學位課程。

## 歷史
普渡大學西北分校創立於2016年，由原先的普渡大學卡盧梅特分校（位於哈蒙德）與普渡大學中北分校（位於韋斯特維爾）合併而成。
兩校於2016年3月4日通過合併，更名為普渡大學西北分校(Purdue University Northwest，簡稱PNW)。

## 知名校友
- Felicia Middlebrooks（英语：Felicia Middlebrooks） - 電台新聞播報員 (WBBM-AM)
- John N. Johnson - Intel（加州）資訊長兼財務與企業服務副總裁[3]

## 外部連結
- 官方网站
- 官方體育網站 （页面存档备份，存于）